# ریتو گوتشچی
ریتو گوتشچی (انگلیسی: Reto Götschi؛ زادهٔ ۲۵ december ۱۹۶۵ (۵۹ سال)) ورزشکار بابسلد اهل سوئیس است.
وی در مسابقات کشوری و بین‌المللی در مجموع برندهٔ ۱ مدال طلا، ۲ مدال نقره، ۱ مدال برنز شده است.